# Buste de Pierre le Grand (Bruxelles)
Le buste de Pierre le Grand, situé dans le parc de Bruxelles, est une sculpture en bronze réalisée par le sculpteur allemand Christian Daniel Rauch. La statue, inaugurée en 1854, est un cadeau du prince russe Anatole Demidoff à la ville de Bruxelles en souvenir de la visite du tsar Pierre le Grand dans la capitale le 16 avril 1717.

## Sujet

### Pierre le Grand
Entre 1682 et 1725, Pierre le Grand est tsar de l'Empire russe. Sa fascination pour l'Europe occidentale le pousse à voyager hors de l'empire, avec le désir d'en rapporter des idées de modernisation.

### Le séjour à Bruxelles
En 1717, au cours de l’un de ses voyages en Europe, Pierre le Grand est de passage à Bruxelles. Il loge à la Maison de l'Empereur (ou Maison de Charles Quint, détruite en 1778) du 3 avril 1717 (14 avril dans le calendrier grégorien) au 7 avril 1717 (18 avril dans le calendrier grégorien).
Lors de sa visite à Bruxelles, il est très admiratif de l'art et de la gestion des eaux, et apprécie aussi beaucoup la langue néerlandaise.
À son arrivée, une grande fête est organisée dans l'ancien palais des ducs de Brabant et de Bourgogne, alors résidence des gouverneurs des Pays-Bas autrichiens. Lors de ce banquet, le tsar s'adonne tellement à la nourriture et au vin qu'il vomit dans une fontaine voisine, en contrebas de la colline du Coudenberg sur laquelle est érigé le palais, et qui fait désormais partie du parc Royal,.
Il aurait été retrouvé endormi au bord du bassin, au petit matin, par des serviteurs.

## Historique

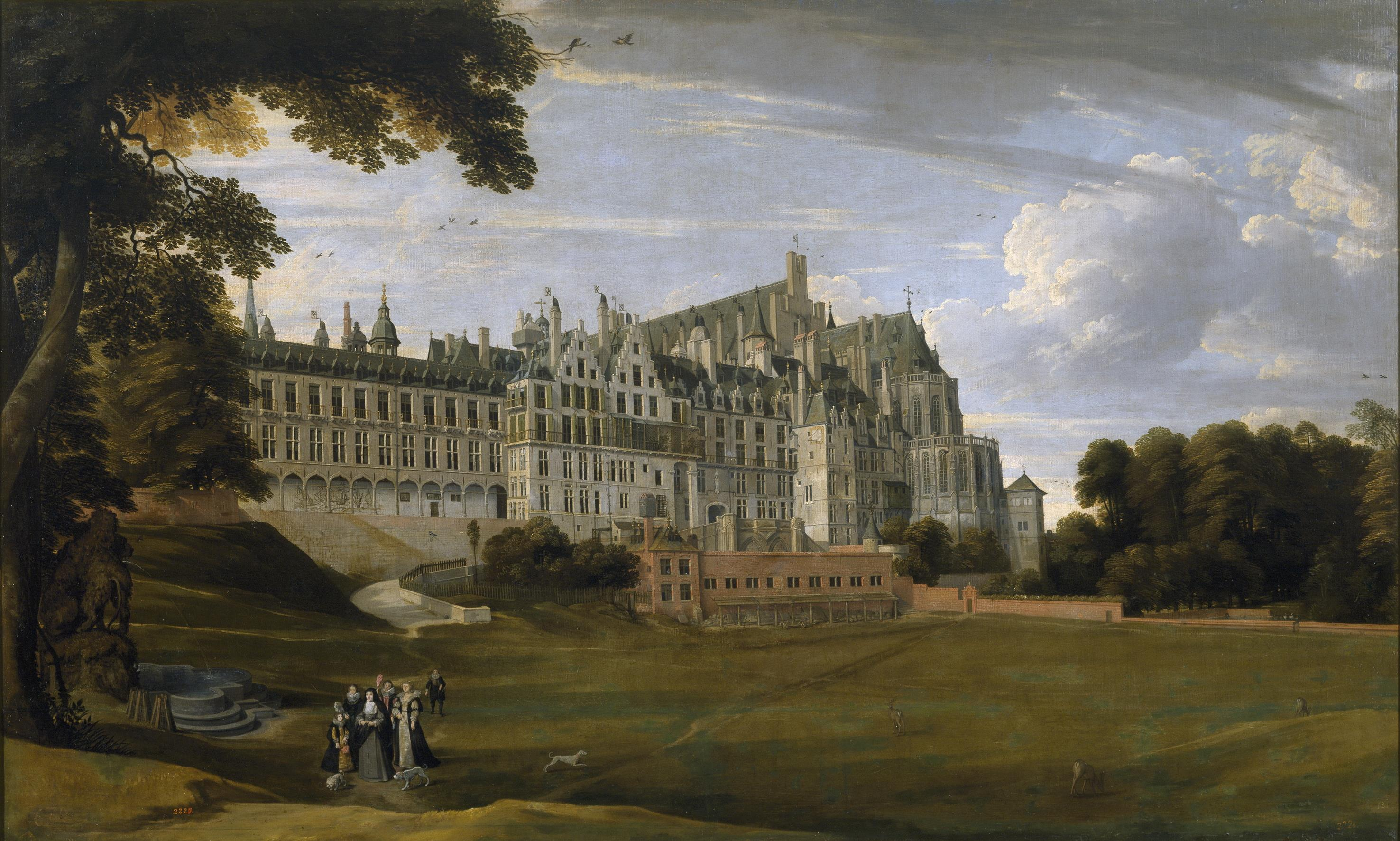
Le Palais du Coudenberg, par Jan Brueghel le Jeune, vers 1627, au musée du Prado.

En février 1731, le palais du Coudenberg est détruit par un incendie. Longtemps laissé à l’abandon, le lieu laisse place, sous le gouverneur Charles Alexandre de Lorraine, à l’actuelle place Royale et au parc Royal.
En 1854, le prince Anatole Demidoff, qui a séjourné à Bruxelles entre 1848 et 1849, fait don à la ville d’un buste en bronze en l'honneur de Pierre le Grand. Un deuxième exemplaire est offert à la ville de Spa, où le tsar a pris les eaux et où une source porte son nom.
Les bas-fonds du parc, où se trouve le monument érigé à la mémoire du tsar, sont longtemps fermés au public. En octobre 1994, le buste est volé, mais est restitué en 1997,,. Si les bas-fonds sont de nouveau accessibles, le buste a été replacé à l’envers, de telle sorte qu'il tourne le dos au chemin et au bassin.

## Description

### La statue
Le buste en bronze, œuvre du sculpteur allemand Christian Daniel Rauch, est monté sur un socle octogonal en pierre artificielle. Le tsar est représenté avec la plus haute décoration de Russie, l'Ordre de Saint-André et son ruban.
Comme c’est généralement le cas des monuments bruxellois érigés avant la Première Guerre mondiale, l'inscription gravée sur la stèle apparaît uniquement en français. La traduction en néerlandais a été ajoutée par la suite sur une plaque en métal fixée de l’autre côté.

L'inscription en français :
ÉRIGÉ EN L’HONNEUR DU CZAR PIERRE LE GRAND ET EN MÉMOIRE DE SON SÉJOUR à BRUXELLES EN 1717 
Le monument est situé dans un ravin, à l'angle du parc formé par la rue Ducale et la place des Palais.

### La fontaine

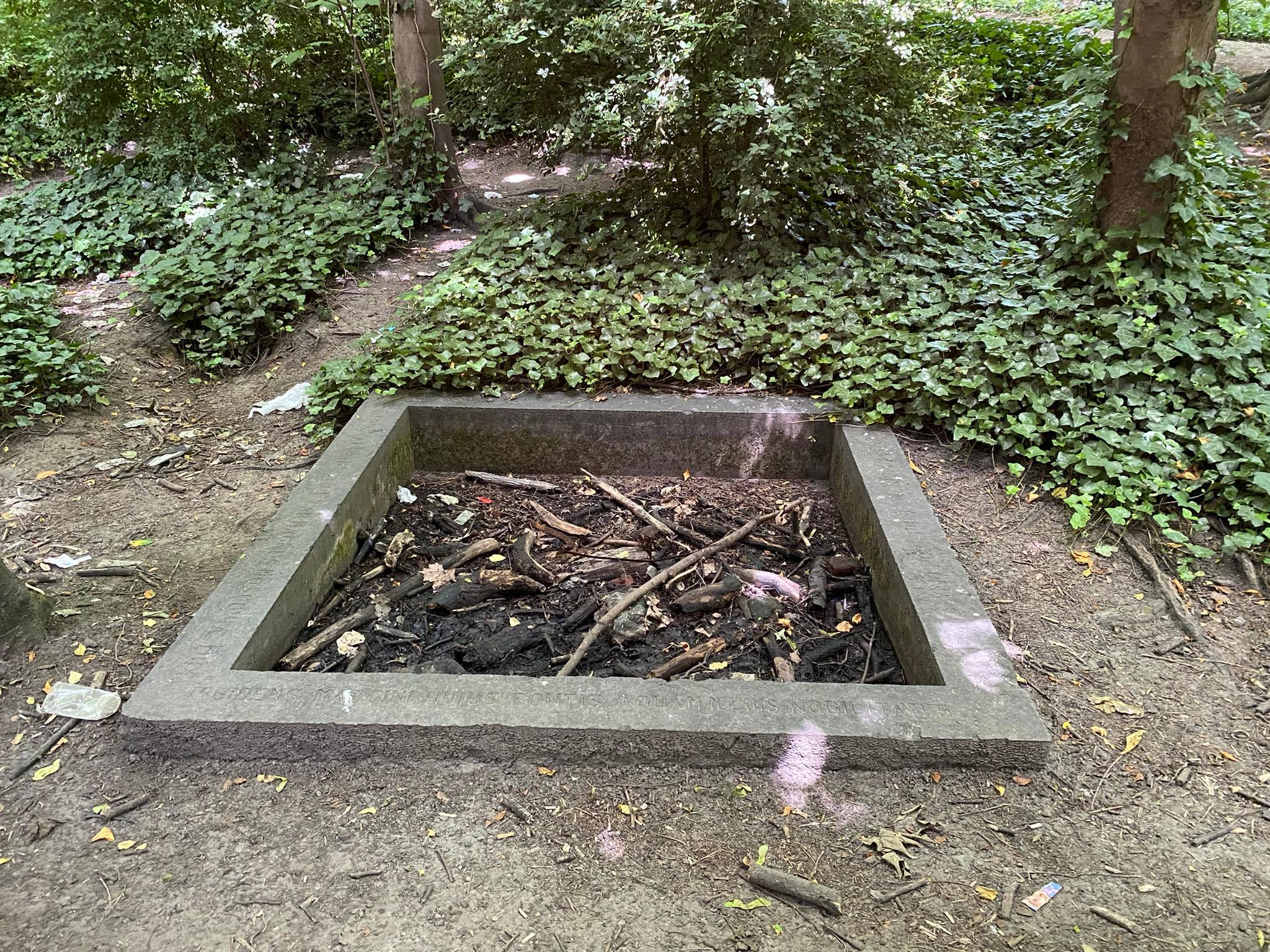
Le bassin de la fontaine

À une dizaine de mètres du buste se trouve un petit bassin à l’abandon, qui faisait auparavant partie de la fontaine de Marie-Madeleine, sur les vestiges de laquelle est gravé un texte en latin en souvenir du passage arrosé du tsar dans la capitale belge : 
PETRUS ALEXIOWITZ CZAR MOSCOVIÆ MAGNUS DUX MARGINI HUJUS FONTIS INSIDENS ILLIUS AQUAM NOBILITAVIT LIBATO VINO HORA POST MERIDIEM TERTIADIE XVI APRILIS ANNO 1717 
Traduction en français : Pierre Alexiowitz, tsar de Moscovie et grand-duc, assis au bord de cette fontaine, en ennoblit les eaux par le vin qu’il avait bu, à trois heures de l’après-midi le 16 avril 1717.